# Pimelodella linami
Pimelodella linami är en fiskart som beskrevs av Schultz, 1944. Pimelodella linami ingår i släktet Pimelodella och familjen Heptapteridae. Inga underarter finns listade i Catalogue of Life.